# Apogon imberbis
Apogon imberbis, conosciuto comunemente come re di triglie o pesce cardinale, è un pesce d'acqua salata della famiglia Apogonidae.

## Distribuzione e habitat
Questa specie è diffusa nel Mar Mediterraneo e nell'Atlantico orientale, dal Portogallo fino al Golfo di Guinea, sulle coste delle Azzorre, di Madera e delle Canarie. Da -1 fino a -250 metri di profondità, in gruppi anche di molti individui che si raccolgono in grotte e zone buie.

## Descrizione
Corpo colore rosso acceso o rosa, con grandi occhi di colore scuro solcati da due bande più chiare. Talvolta possono essere presenti dei punti neri in prossimità del peduncolo caudale. Pinne dello stesso colore del corpo, pinna dorsale doppia, corta. Fino a 18 centimetri.

## Alimentazione
Si nutre di crostacei e altri pesci.

## Comportamento
Di giorno si rifugia in grotte o zone protette, mentre la notte esce in acque aperte per procacciarsi il cibo.

## Riproduzione
La riproduzione, che avviene nel periodo estivo, è di tipo interno; le uova vengono deposte dalla femmina all'interno della bocca del maschio, che le trattiene fino alla schiusa.